# Björn Hlynur Haraldsson
Björn Hlynur Haraldsson (ur. 8 grudnia 1974 w Reykjavíku) – islandzki aktor teatralny i filmowy, reżyser.

## Kariera
Urodził się w Reykjavíku 8 grudnia 1974. Ukończył Listaháskóli Íslands w Reykjavíku i początkowo występował w teatrze.
W 2004 wystąpił w powstałym w koprodukcji dramacie filmowym Zimne światło w reżyserii Hilmara Oddssona. Obraz nagrodziła pięcioma nagrodami „EDDA” Islandzka Akademia Filmowa i Telewizyjna w 2004 roku. W 2006 Haraldsson wcielił się w rolę Sigurðura Óliego w dreszczowcu Bagno w reżyserii Baltasara Kormákura. Również ten film nagrodzono kilkoma nagrodami EDDA w 2006 roku.
W następnych latach aktor występował w islandzkich filmach, m.in.: W drodze na ślub (2008, reż. Valdís Óskarsdóttir), Parking królów (2010, reż. Valdís Óskarsdóttir), Wir (2010, reż. Árni Ásgeirsson, koprodukcja islandzko-polska), Państwo w państwie (2011, reż. Olaf de Fleur Johannesson), Susano, zabijasz mnie (2016, reż. Roberto Sneider, koprodukcja meksykańsko-amerykańska).  W 2019 Netflix powierzył mu rolę króla Eista w Wiedźminie, powstałym na kanwie prozy Andrzeja Sapkowskiego.